# Fabian Jansen
 (octobre 2018).
Si vous disposez d'ouvrages ou d'articles de référence ou si vous connaissez des sites web de qualité traitant du thème abordé ici, merci de compléter l'article en donnant les références utiles à sa vérifiabilité et en les liant à la section « Notes et références ».
 (octobre 2018).
Pour les articles homonymes, voir Jansen.
Fabian Jansen, né en 1983 aux Pays-Bas, est un acteur et metteur en scène néerlandais.

## Filmographie
- 2012 : Drôle de prof de Barbara Bredero : Ome Sjon[2]
- 2014 : Nena de Saskia Diesing : Theo[3]
- 2015 : Keet & Koen en de speurtocht naar Bassie & Adriaan de Annemarie Mooren : De Jonkheer[4]
- 2015 : Popoz de Martijn Smits et Erwin van den Eshof : Van Stege[5]
- 2016 : Master Spy de Pieter Van Rijn[6]
- 2016 : Aventures en pleine nature de Simone van Dusseldorp : le père dans la hutte[7]
- 2017 : Voor Elkaar Gemaakt de Martijn Heijne : Jelle Simons[8]
- 2018 : Dorst de Saskia Diesing : le barman[9]